# Portugals riksvapen

Portugals stora statsvapen.

Portugals riksvapen antogs officiellt den 30 juni 1911 tillsammans med Portugals flagga. Man skiljer ibland på det ’’större vapnet’’ (till höger) och det ’’mindre vapnet’’ (utan olivkvistar och band) som återfinns på landets flagga.

## Blasonering
Vapnets blasonering lyder: "I silver, med fem blå sköldar i formen av ett kors, var och en belagd med fem rundlar av silver, i formen av ett andreaskors; med en röd bård belagd med sju slott i guld; skölden är placerad ovanpå en armillarsfär i guld, omgärdad av två olivkvistar i guld, sammanbundna av ett band i grönt och rött."

## Historia och betydelse
Dagens portugisiska vapen är resultatet av nära tusen år av utveckling. Från Henrik av Burgunds enkla ”ett blått kors på ett fält av silver” år 1095 till det komplexa vapen som antogs 1911 och har förblivit oförändrat sedan dess.

### Sköldarna och rundlarna

Sancho I:s flagga med elva rundlar i envar av de fem sköldarna.

Efter att konungariket Portugal officiellt erkänts som självständigt land 1143 lades silverrundlar till den burgundiska flaggan. Silverrundlarna representerar mynt och således monarkens rätt att som ledare för en självständig stat utfärda pengar.
Med tiden förlorade skölden vissa heraldiska element i strid så när kung Sancho I ärvde skölden från sin far, Alfonso Henriques, saknades därför korset och fem sköldar återfanns runt rundlarna. En av tolkningarna är att Kristus under slaget vid Ourique ska ha visat sig för Alfonso Henriques och lovat honom seger i utbyte mot att han tog Kristi sår som sitt vapen.
Kung Sebastian I minskade senare antalet rundlar i var sköld från elva till fem. Moderna förklaringar tolkar ofta de fem rundlarna som att (åter igen) stå för Kristus fem sår eller att alla rundlarna tillsammans representerar de 30 silvermynt för vilka Judas förrådde Jesus (rundlarna i den mittersta skölden räknas dubbelt för att ge 30 istället för 25).

### Slotten

Kastiliens vapen med ett slott med blå (öppen) port.

Under Alfons III lades till vapnet en röd bård med slott av guld. Antalet slott varierade mellan åtta och tolv innan Sebastian I fastställde antalet till sju. Slottens ursprung kommer från att Alfons III tillträdde den portugisiska tronen i samband med att hans äldre bror, Sancho II, avsattes av påven. Medan Sancho II var kung kunde Alfons III inte använda det kungliga vapnet och för att skilja sitt vapen från brodern och faderns hämtade han därför, från moderns sida, element ur det kastilianska vapnet som föreställde ett slott av guld på röd grund. När Alfons III sedan tillträdde tronen tog han sitt tidigare vapen med sig. Till skillnad från de slotten inom den spanska heraldiken som oftast har blå (öppna) portar avbildas alltid de portugisiska slotten med gyllene (stängda) portar.
Den vanligaste tolkningen är att slotten representerar slott i det moriska riket i Algarve som 1249 erövrades av Alfons III.

### Armillarsfären

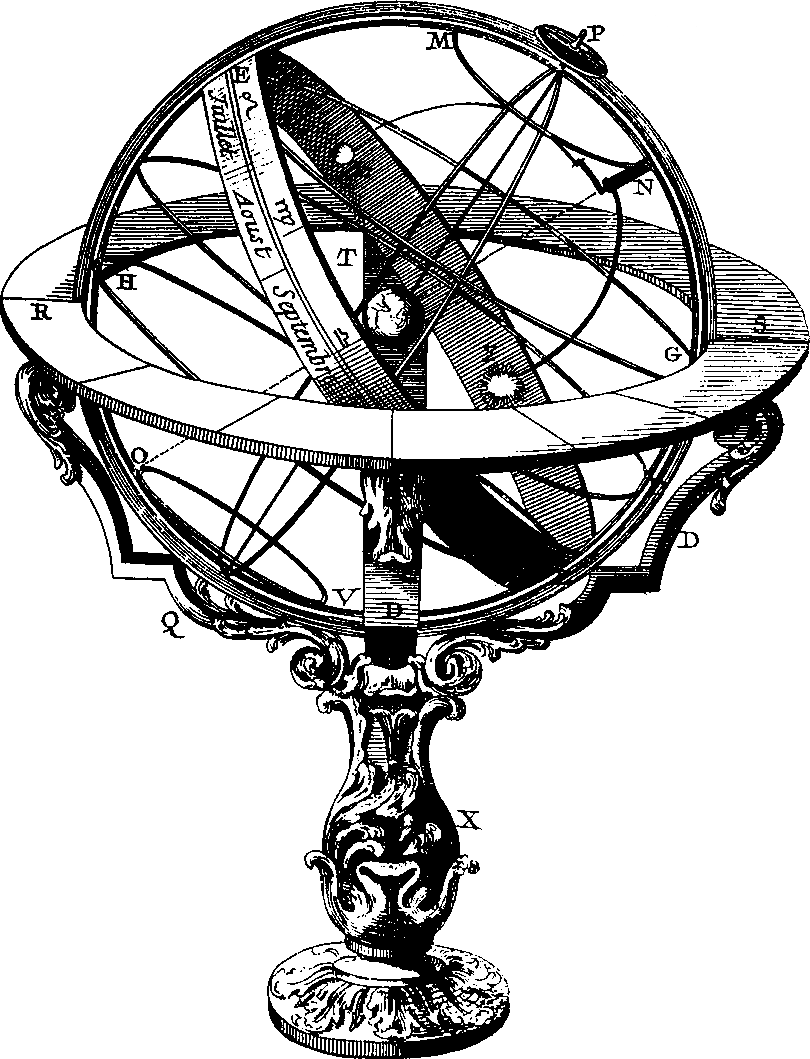
En armillarsfär.

Under sextonhundratalet återfanns armillarsfären i flera flaggor tillhörande portugisiska kolonier. Det var ett navigationsinstrument som användes för att beräkna distanser och representerar hur inflytelserikt Portugal var under upptäcktsresornas epok samt hur vidsträckt det koloniala imperiet var när republiken inrättades.
Armillarsfären ses oftast som en republikansk symbol, i motsats till kronan i tidigare monarkiska vapen. Trots detta så återfanns armillarsfären redan i Förenta konungariket Portugals flagga år 1816 och var Manuel I:s personliga symbol redan på 1500-talet.

### Bandet

Den militära versionen av vapnet.

Bandet som knyter samman olivkvistarna bär den portugisiska flaggans färger, rött och grönt. I militära flaggor är bandet istället i silver och bär en text från Lusiadas av Camões som lyder "Esta é a ditosa Pátria minha amada" ("Detta är mitt älskade lyckliga fosterland").